# Tierpark Bad Pyrmont
Koordinaten: 51° 58′ 47″ N, 9° 15′ 6″ O
Der Tierpark Bad Pyrmont ist ein Zoo in der niedersächsischen Kurstadt Bad Pyrmont.

## Geschichte

### Ausbau des Tierparks
Der Geschäftsmann Günter Busch, der den Tierpark Bad Pyrmont gründete, war der Inhaber eines Autohauses in der Südstraße. Im Jahr 1962 pachtete er neben seiner Reparaturwerkstatt ein weiteres Grundstück, auf dem er einen Vogel- und Naturpark einrichtete. In den ersten zwei Jahren war der Park für Besucher nur im Sommer für drei Monate zugänglich. Im Jahr 1964 wurde der Tierpark nach vorgeschriebenen Umbaumaßnahmen in seiner heutigen Größe von 30.000 Quadratmetern als öffentlicher Tierpark freigegeben. Nach der Verpachtung im Jahr 1972 wurde der Tierpark zu einem Tierpark mit einheimischen und exotischen Arten ausgebaut. Doch nach dem Ausscheiden der Pächter im Jahr 1978 geriet der Park in Schwierigkeiten. Im Jahr 1984 wurde der Fortbestand des Tierparks durch die Gründung eines Förderkreises gesichert, der  1999 durch den „Verein für Tier- und Artenschutz Bad Pyrmont e.V.“ fortgesetzt wurde, der bis zum 24. Mai 2012 bestanden hat.

### Der Tierpark seit 2008

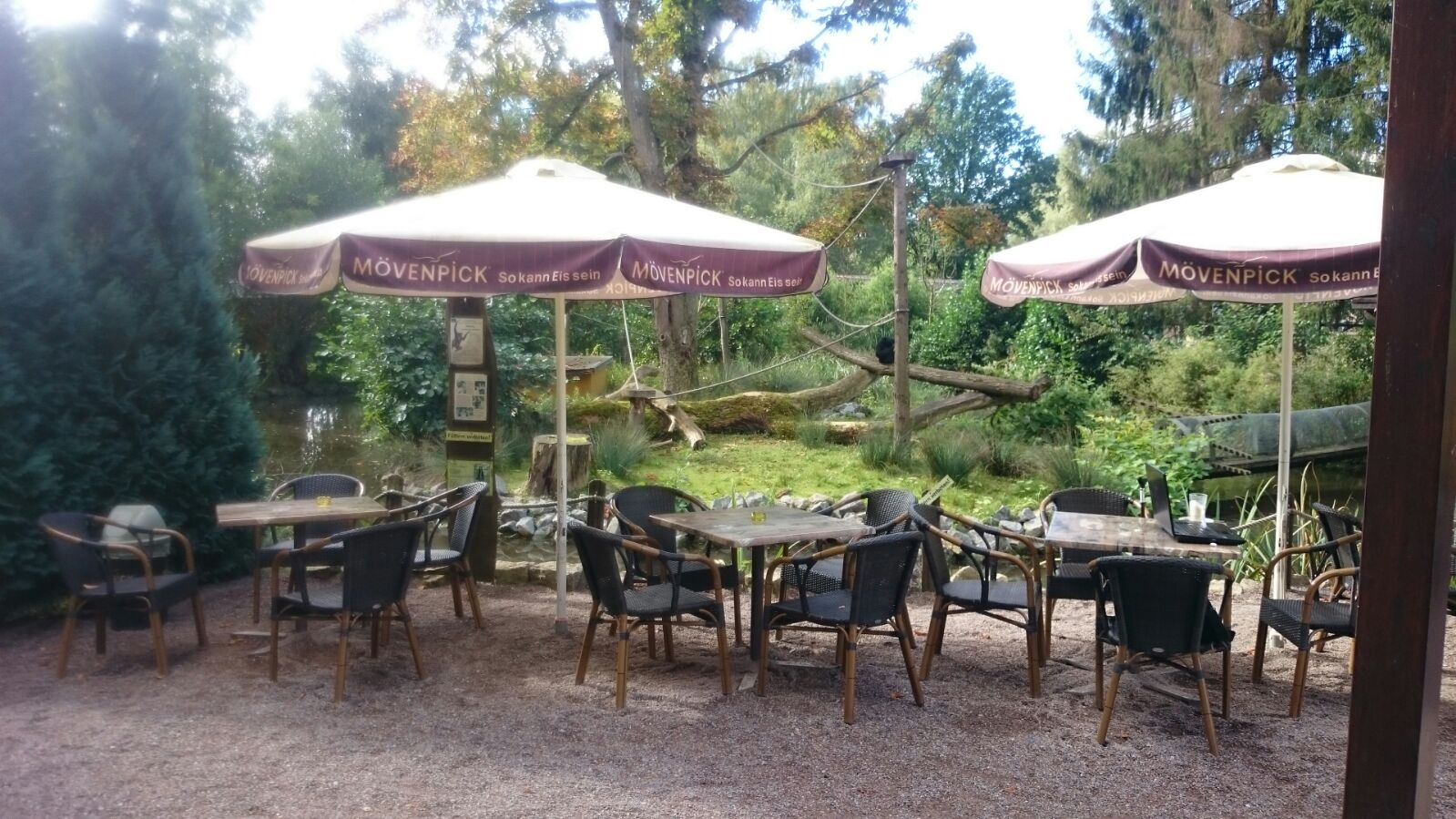
Café Siamang

Im Oktober 2008 übernahm Linus Kampe als neuer Betreiber den Tierpark. Er sorgte für die grundlegende Modernisierung des Parks. Dabei kam es nicht nur zu einer Neuausrichtung des Tierbestands, auch sämtliche Wege und Beete erhielten ein neues Gesicht, und Miniaturwelten entstanden.
Es wurden einige Arten wie Nandu und Anubispavian abgegeben. Dafür zogen neue Arten wie Berberaffen, Elenantilopen, Siamangs und Streifenskunks ein. Viele der bestehenden Anlagen erhielten ein neues Aussehen, weitere Anlagen wurden erstellt. Im Mai 2010 wurde das Reptilienhaus nach fünfmonatiger Umbauphase neu eröffnet, eine neue Streichelwiese entstand, und am modernisierten Spielplatz gibt es eine kleine Gastronomie. Seit Juni 2011 besteht eine begehbare Australienvoliere, in der Besucher hautnahen Kontakt mit australischen Sittichen eingehen können. Auch eine Zooschule wurde im Park errichtet.
Der Park zeigt einige selten in Zoos gehaltene Arten. So war er eine Zeitlang der einzige Zoo in Deutschland, der Riesensamtgeckos (Madagaskar-Riesengecko, Homopholis boivini) hielt.
Mitte August 2012 wurden dem Betreiber Teile des Zooareals – u. a. der komplette Eingangs- und Klassenbereich – zum 1. Oktober 2013 gekündigt. Daraufhin wurde ein neues Eingangsgebäude mit behindertengerechtem Drehtor gebaut. Im Erdgeschoss befinden sich das neue Tierpark-Café mit den Besuchertoiletten und Betriebsräume mit Kühlhaus, Gefrierhaus, Futterküche und einem Aufenthaltsraum für die Tierpfleger sowie deren Toilette und Dusche.
Am 20. Juli 2013 wurde der neue Eingangsbereich eröffnet.

## Tierbestand

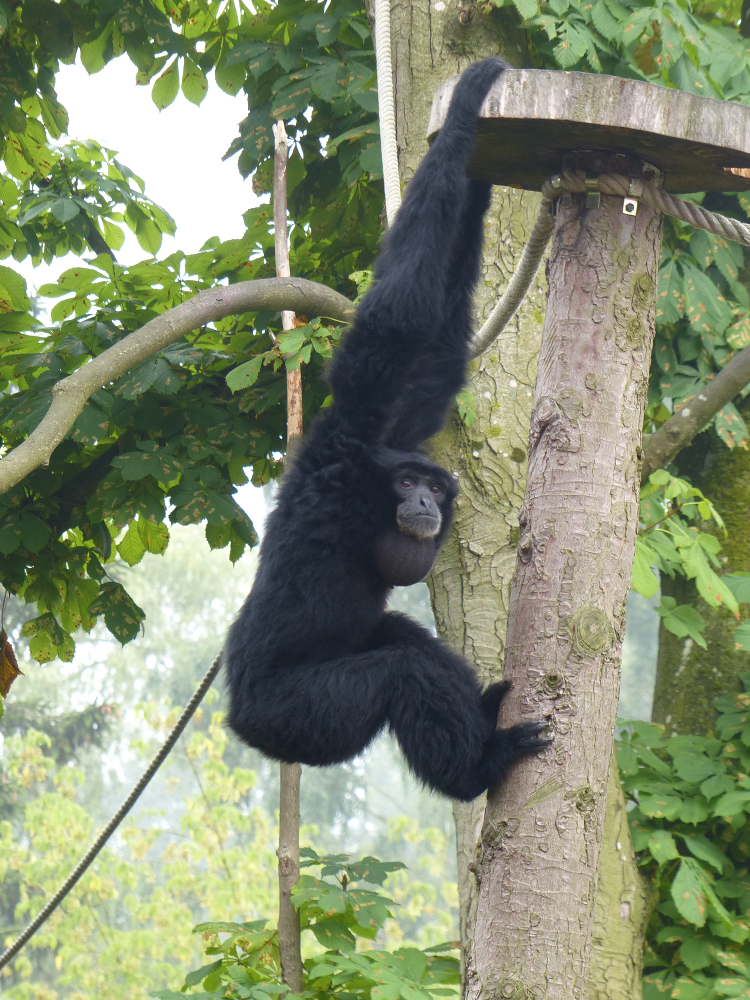
Siamang

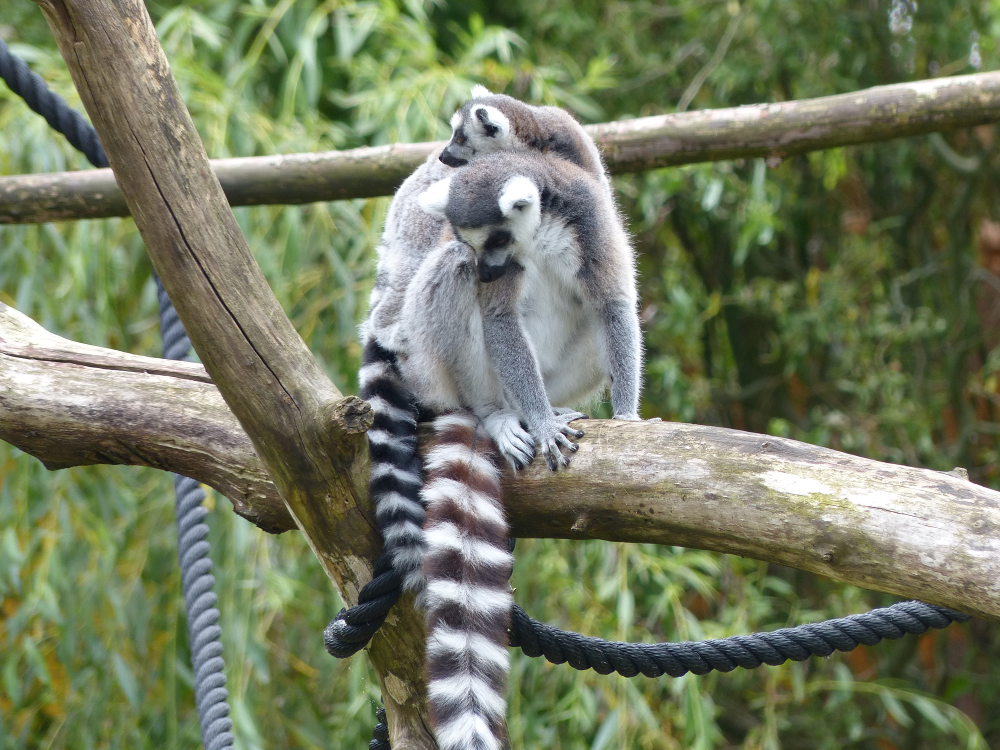
Katta mit Jungtier

Der Tierpark Bad Pyrmont versucht trotz seiner verhältnismäßig kleinen Fläche eine ausgewogene Mischung aus einheimischen und exotischen Haus- und Wildtieren zu präsentieren. Zum aktuellen Tierbestand gehören daher unter anderem:
- Erdmännchen
- Böhmzebras
- Elenantilopen
- Trampeltiere
- Westliche Bürstenschwanz-Rattenkängurus
- Südbrasilianischer Nasenbär
- Hängebauchschwein
- Mini-Ponys
- Weißstörche
- Wellensittiche
- Hyazintharas
- Parmawallabys
- Siamangs
- Kattas
- Großer Vasapapagei
- Rote Varis
- Rosapelikane
- Weißhandgibbons
- Emus
- Lisztaffen
- Weißbüschelaffen

## Erhaltungszucht
Der Tierpark ist an der Erhaltungszucht von Hyazinth-Aras beteiligt.

## Kritik
Die Sendung Team Wallraff, die am 31. August 2015 bei RTL ausgestrahlt wurde, thematisierte den Tierpark und kritisierte dabei vor allem Missstände: Viele Tiere machten einen ungepflegten Eindruck. Der Tierpark erklärte daraufhin, dass dies nicht an mangelhafter Pflege, sondern am Alter der Tiere liege. Darüber hinaus würden Tiere nach ihrer Geburt getötet, da sie keinen Nutzen für den Park hätten. Ebenfalls kritisiert wurde die Einzelhaltung eines Schimpansen. Die Haltung eines einzelnen Schimpansen gilt in Deutschland als nicht artgemäß und ist verboten – das zuständige Veterinäramt traf Maßnahmen im Park. Laut dem Tierpark war eine frühere Abgabe des Tiers nicht möglich.
Als Reaktion auf die Berichterstattung war die Facebookpräsenz des Parks zeitweise nicht erreichbar, da im Tierpark zahlreiche Morddrohungen eingingen. Diese lösten eine Solidaritätswelle seitens der Kommunalpolitik aus.

## Bilder des Parks

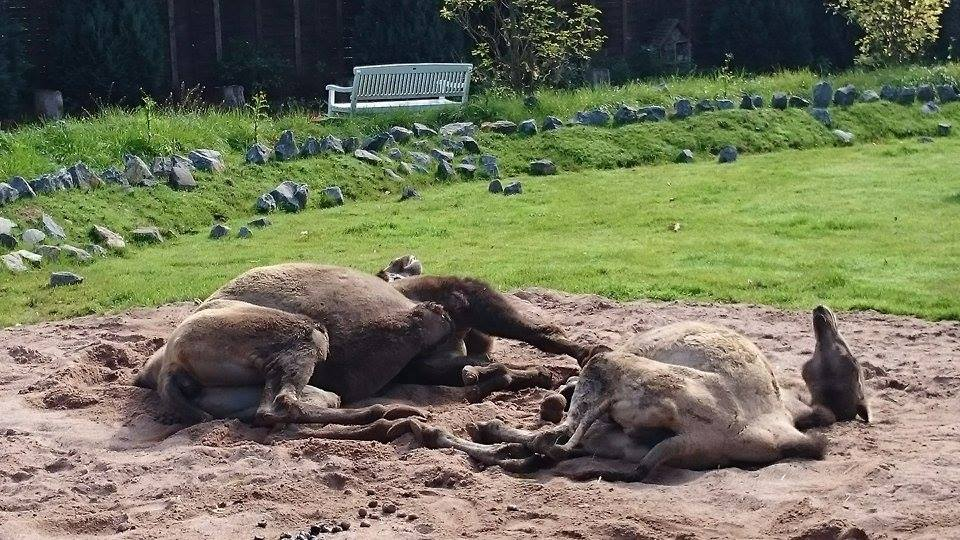
Trampeltiere
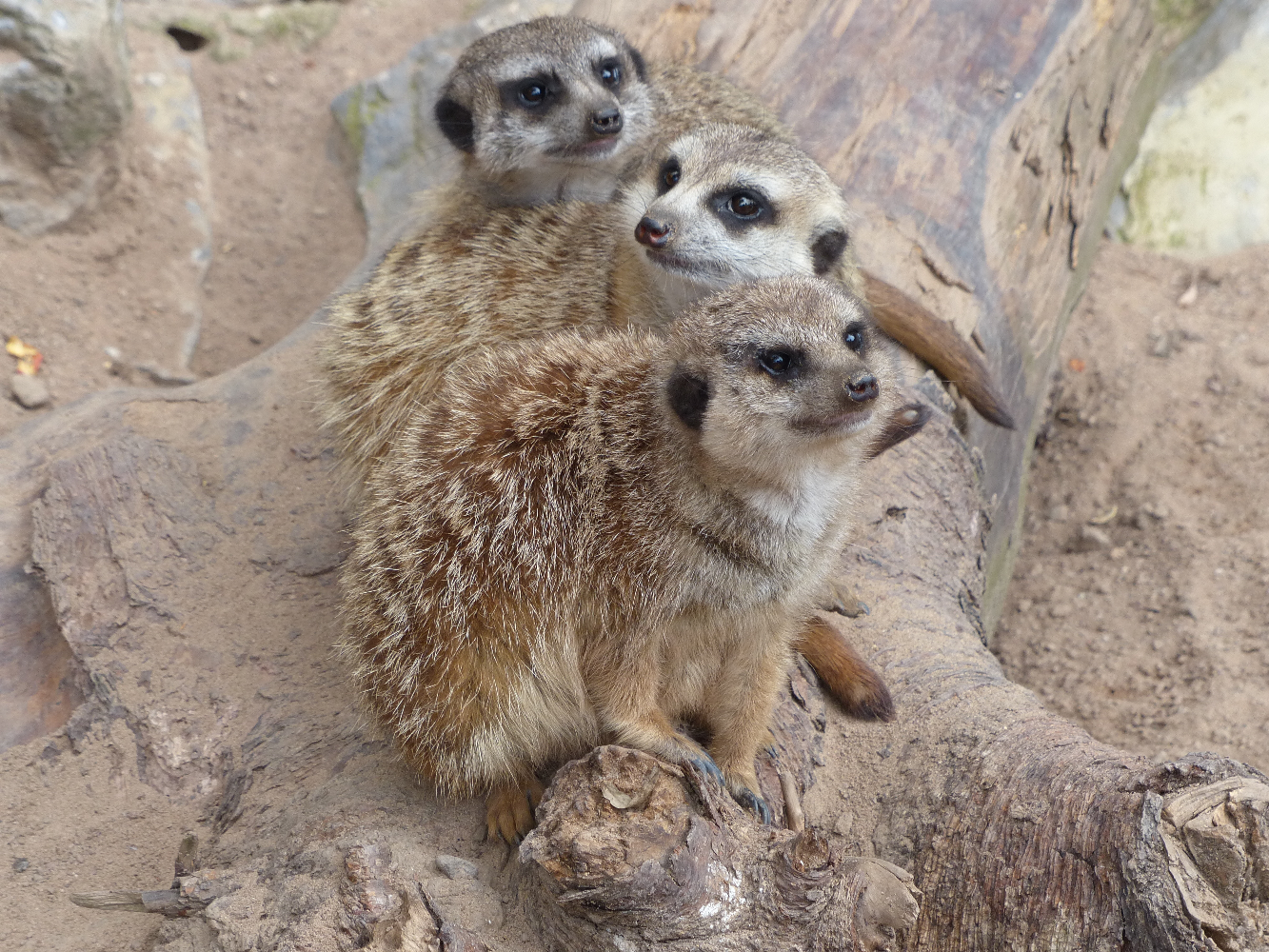
Erdmännchen
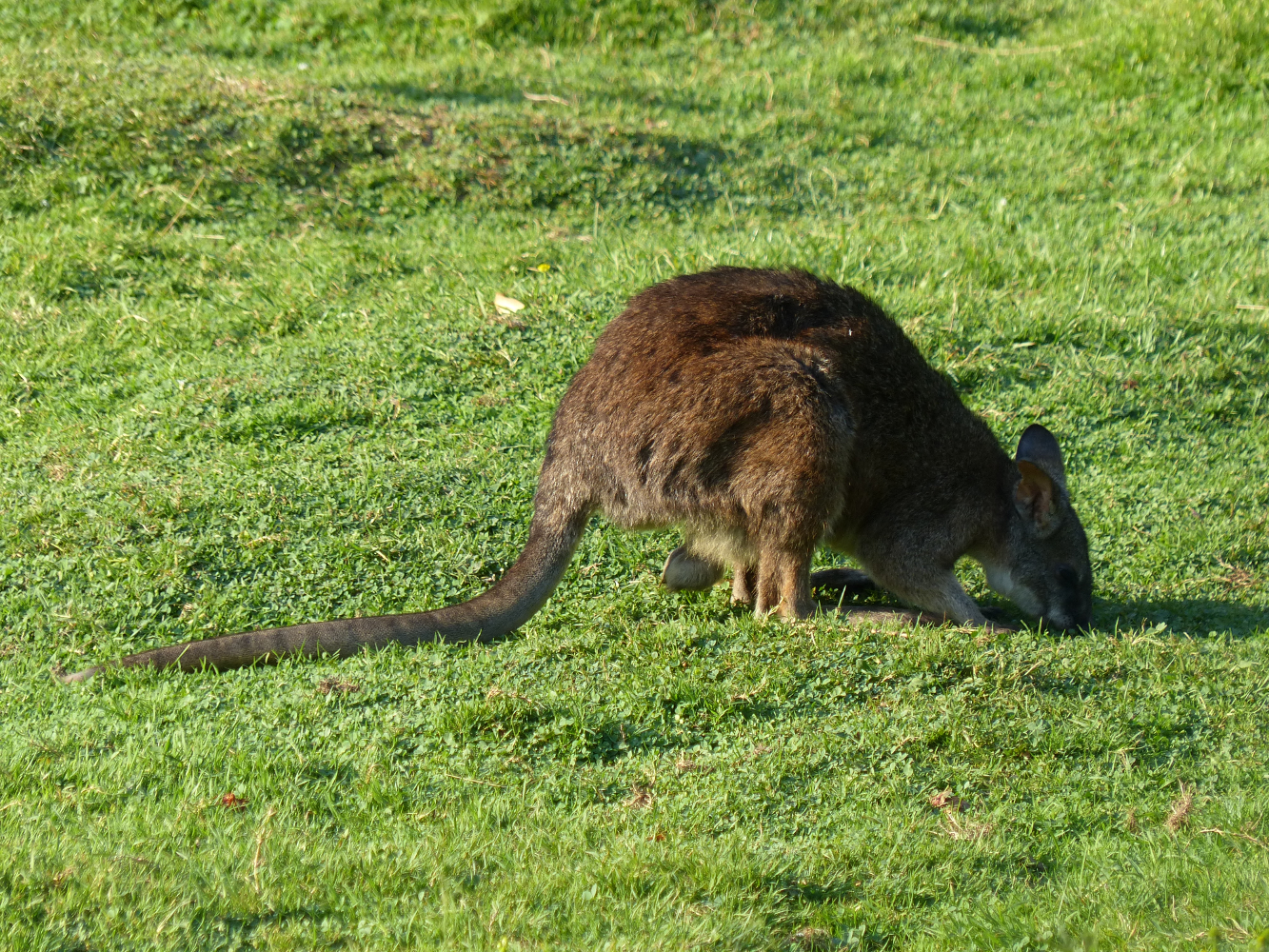
Bennett-Känguru
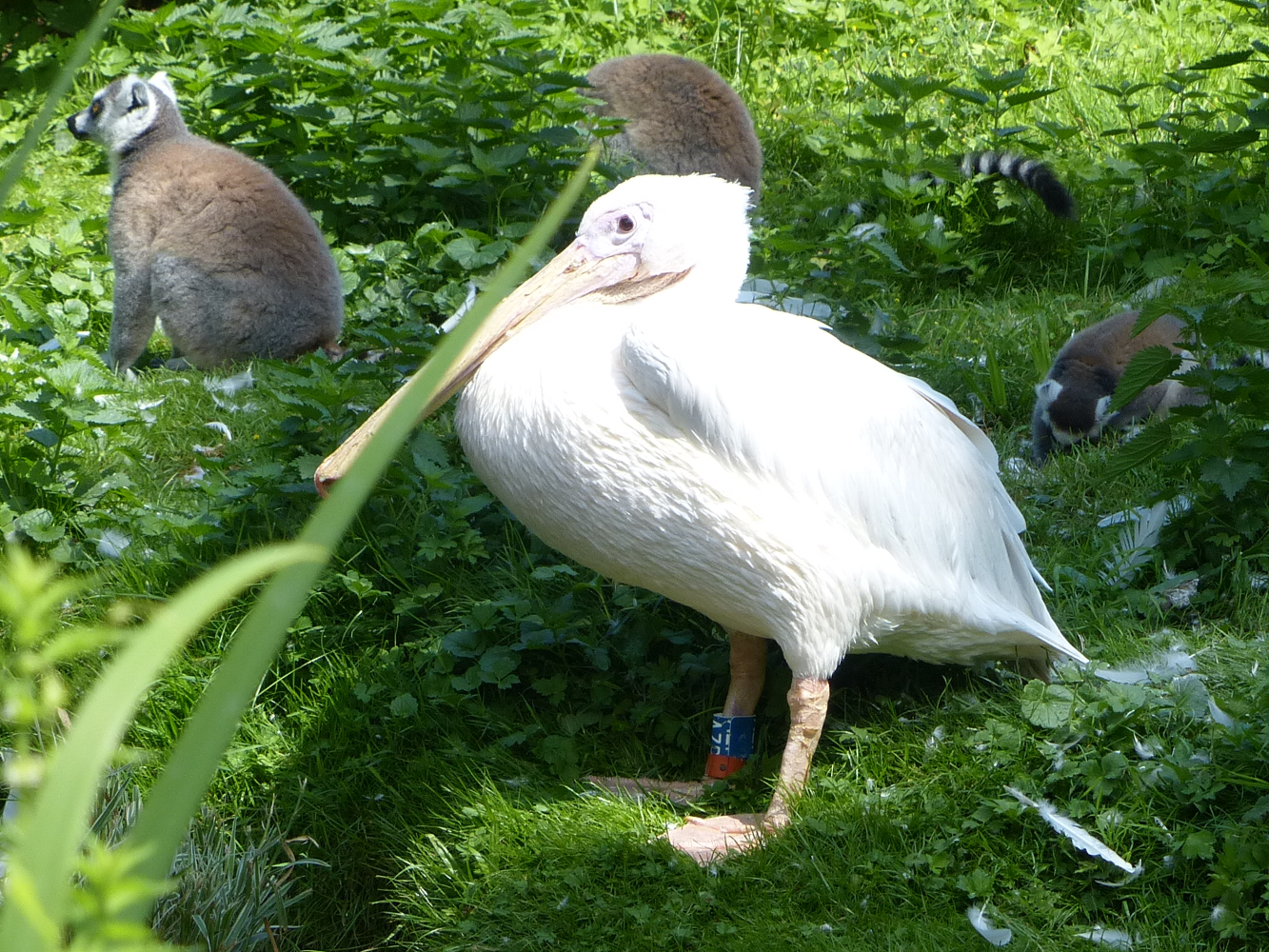
Rosapelikan auf der Katta-Insel
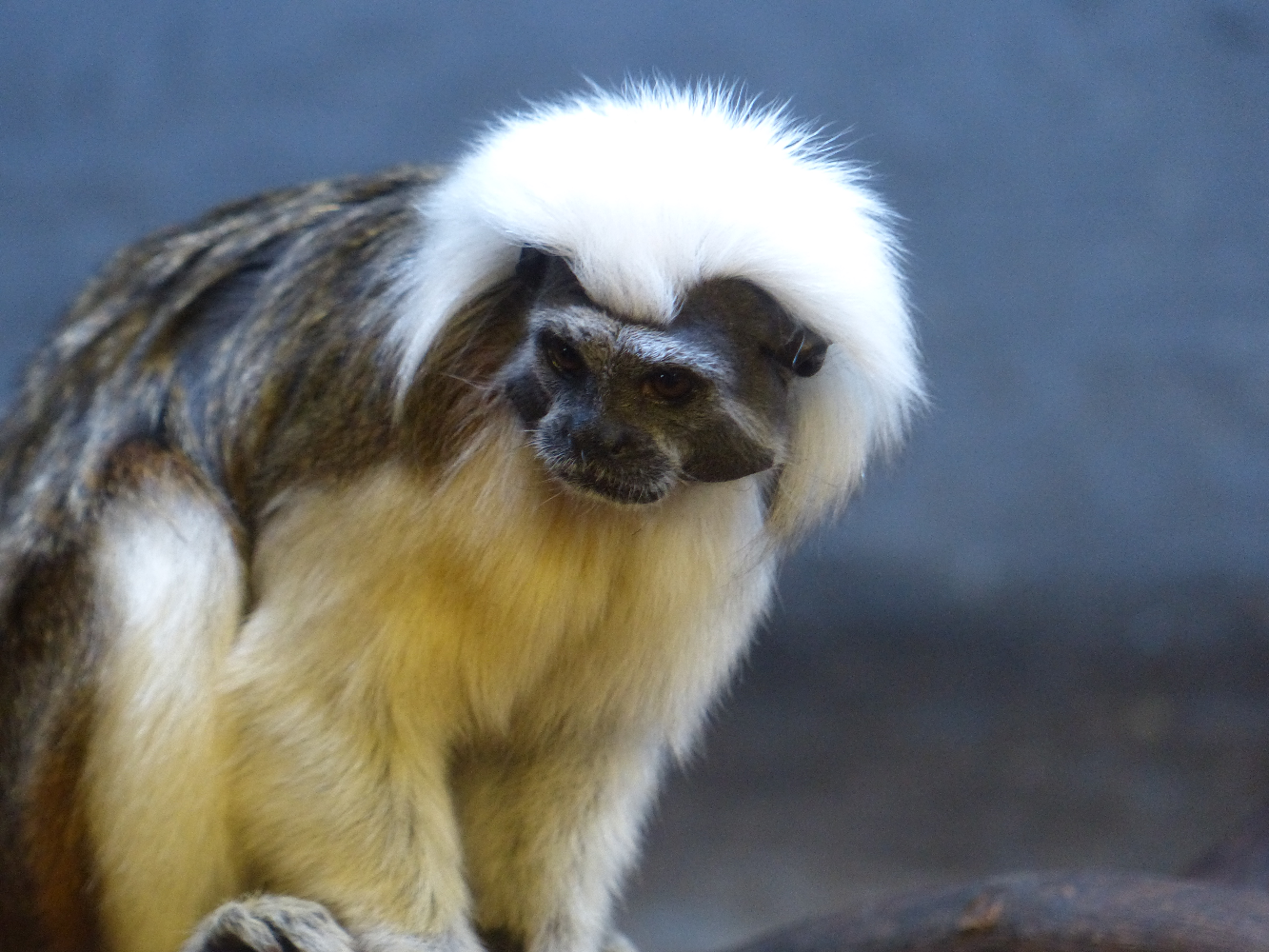
Lisztaffe